# Tithoes hassoni
Tithoes hassoni es una especie de escarabajo longicornio del género Tithoes, categorizada en la tribu Acanthophorini, de la subfamilia Prioninae. Fue descrita por Bouyer en 2016.
El período de actividad en ejemplares adultos se presenta regularmente entre febrero y abril. Existen ejemplares de la especie en colecciones privadas belgas.

## Descripción
Mide 55-66 mm de longitud.

## Distribución
Se distribuye por África: en Angola.